# Memphis Jug Band
La Memphis Jug Band era la banda de blues más popular de Memphis (Tennessee) durante los primeros años 1930.
Estaba dirigida por Will Shade (1894-1966), cuyo verdadero nombre parece ser que era Sun Brimmer, y que tocaba la armónica, la guitarra y el jarro (jug). Además, la integraban Robert Burse (guitarra), Milton Robey (violín), Ben Ramey (kazoo y guitarra) y Charlie Burse (banjo). La cantante Memphis Minnie actuó frecuentemente con ellos, igual que el pianista Jab Jones y otros músicos locales.
Grabaron muchos discos, entre 1927 y 1934, que tuvieron bastante éxito, con su mezcla de hillbilly, vodevil, ragtime, bailes de las plantaciones y blues. Se trata de una banda muy influyente, no sólo en su ciudad natal, sino en lugares como Chicago, impulsando la aparición, a partir de 1928, de numerosas jug bands.

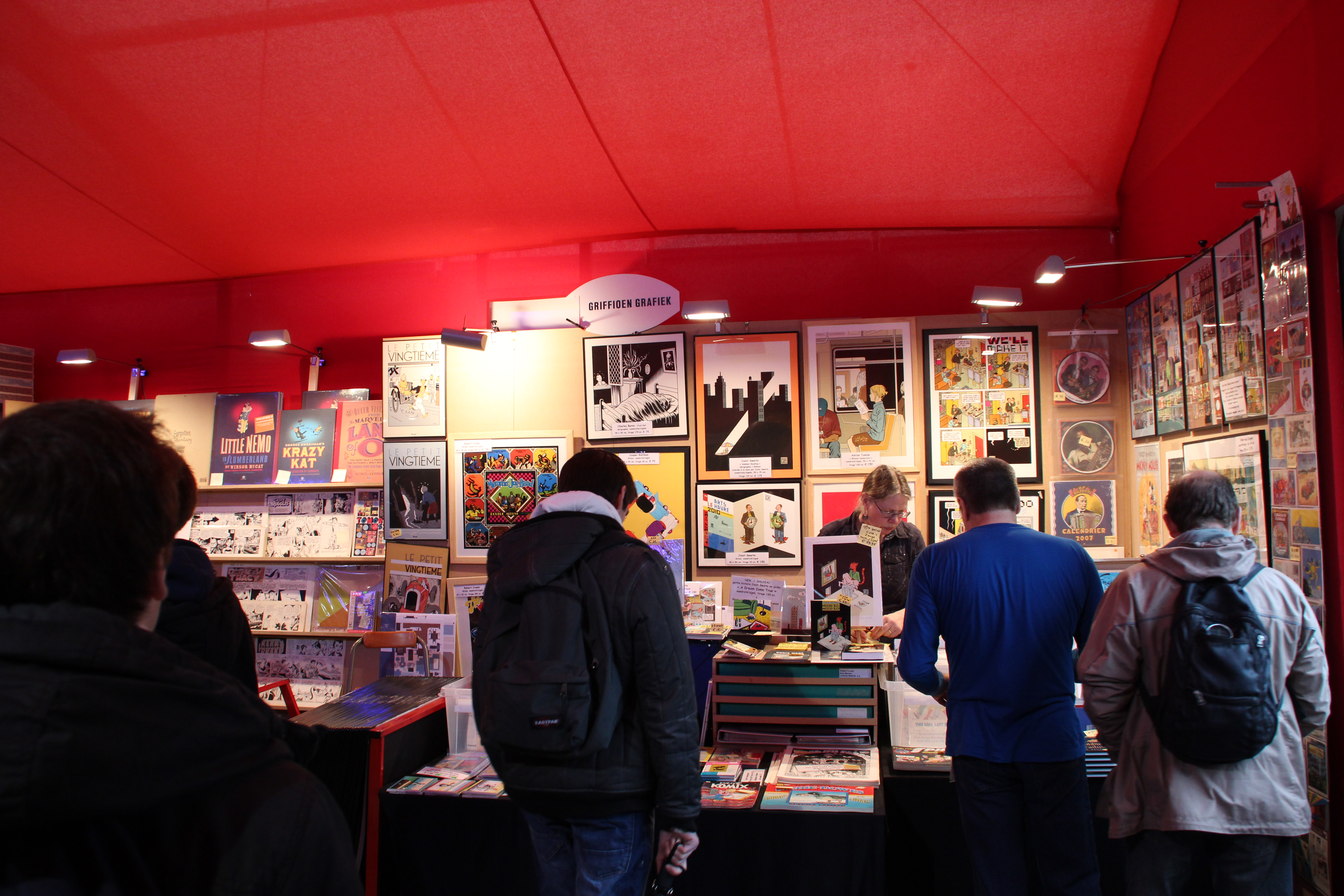
Imagen de la edición del 2013 del Festival de Angulema; en el centro, a la izquierda de la cabeza de un visitante, puede verse la portada de Robert Crumb para un álbum doble de la Memphis Jug Band.